# Touët-de-l’Escarène
Touët-de-l’Escarène – miejscowość i gmina we Francji, w regionie Prowansja-Alpy-Lazurowe Wybrzeże, w departamencie Alpy Nadmorskie.
Według danych na rok 1990 gminę zamieszkiwały 212 osoby, a gęstość zaludnienia wynosiła 46 osób/km² (wśród 963 gmin regionu Prowansja-Alpy-W. Lazurowe Touët-de-l’Escarène plasuje się na 609. miejscu pod względem liczby ludności, natomiast pod względem powierzchni na miejscu 807.).